# NASCAR ’14
NASCAR ’14 – komputerowa gra wyścigowa o tematyce Sprint Cup Series (NASCAR), wyprodukowana przez brytyjskie studio Eutechnyx. Gra została wydana 18 lutego 2014 roku na platformy PC, PlayStation 3 oraz Xbox 360. Powstała na licencji NASCAR.

## Fabuła
Młody kierowca ściga się w serii Sprint Cup Series w sezonie 2014.

## Rozgrywka
Rozgrywka została podzielona na kilka trybów gry takich jak kariera czy highlights. W trybie kariery zadaniem gracza jest udział w zawodach, podpisywanie kontraktów ze sponsorami, ulepszanie samochodu oraz budowanie reputacji poprzez kolejne zwycięstwa. W trybie highlights zawarto najważniejsze wyścigi sezonu, odwzorowane na podstawie warunków takich jak pogoda, uczestnicy, ustawienia startowe, jakie panowały w autentycznych zmaganiach.
Gracz może wziąć udział także w trybie gry wieloosobowej, w pojedynczych zawodach lub sezonie.
Jadąc za innym samochodem, gracz może zyskiwać prędkość na prostej, a także zjechać na pit-stop. W grze zastosowano system zniszczeń dla samochodów.
Gra zawiera kierowców, zespoły oraz tory wyścigowe z sezonu 2014.

## Wydanie
NASCAR ’14 została zapowiedziana 22 października 2013 roku. Tego samego dnia rozpoczął się konkurs Drive for the Cover, którego uczestnicy mieli wskazać kierowcę, który znajdzie się na okładce. Zwycięzcą okazał się Tony Stewart. Gra została wydana 18 lutego 2014 roku na platformy PC, PlayStation 3 oraz Xbox 360.

## Odbiór gry
Gra spotkała się z mieszanymi reakcjami krytyków. W wersji na konsolę PlayStation 3 uzyskała według agregatora Metacritic średnią z ocen wynoszącą 67/100, natomiast w wersji na Xboksa 360 65/100 punktów. Redaktor serwisu Game Informer, Matthew Kato, przyznał grze ocenę 7/10. Skrytykował jakość sztucznej inteligencji. Stwierdził też, że pomimo że gra prezentuje wyższy poziom niż poprzednie części, dostrzegalna jest stagnacja.